# Julie Allemand
Pour les articles homonymes, voir Allemand (homonymie).
Julie Allemand, née le 7 juillet 1996 à Rocourt (Liège), en Belgique, est une joueuse belge de basket-ball évoluant au poste de meneuse/arrière. Elle est avec les Belgian Cats double championne d'Europe.

## Biographie
Julie Allemand commence le basket-ball à l’âge de 4 ans. Formée à Alleur, elle rejoint après deux saisons le club de Point Chaud Sprimont, de 2012 à 2014, en division 1 dames. Avec ce club, devenu Wallonia Basket Sprimont en 2013-2014, elle participe à l'Eurocoupe. Elle est élue par ses paires Espoir de l’année par l’ensemble des joueuses, coaches et dirigeants des clubs de l’élite au référendum organisé par Basketfeminin.com.
Julie Allemand rejoint les rangs des Castors Braine où elle remporte trois titres de championne de Belgique, deux Coupes de Belgique. Lors de la saison 2014-2015, elle dispute l'Eurocoupe, son club s'imposant face aux Françaises de Flammes Carolo basket (club de Charleville-Mézières, aux clubs turcs de Mersin en quarts de finale et d'İstanbul Üniversitesi SK (en), club d'Istanbul en demi-finales, rencontre où elle réussit un panier du milieu du terrain face qui fait alors le buzz,. Lors de la deuxième rencontre de la finale disputée le 26 mars 2015 devant 6 500 spectateurs au Spiroudôme de Charleroi face aux Françaises de Villeneuve d’Ascq, les joueuses de Braine ne parviennent pas à confirmer leur victoire de l'aller en France, 64 à 68, et s'inclinent sur le score de 53 à 73. En Belgique, Braine remporte le championnat et la coupe. En sélection nationale, Julie Allemand dispute le championnat du monde des moins de 19 ans à Tchekhov en Russie. La sélection belge termine à la 6e place, Julie Allemand affichant une moyenne de 13,1 points, 5,9 rebonds et 4,7 passes décisives par match sur le tournoi. Elle est élue Espoir belge de l'année 2015.
Lors de la saison suivante, Castors Braine dispute pour la première fois de son histoire l’Euroligue. Lors de cette compétition 2015-2016, le club belge dispute le premier tour dans le groupe B, avec notamment des confrontations aux deux finalistes de l'édition précédente, le club vainqueur tchèque de l’USK Prague et le club russe UMMC Iekaterinbourg. Septième, Castors Braine est éliminé, et n'obtient pas une place pour les quarts de finale de l'Eurocoupe. Lors de cette campagne européenne, Allemand présente des statistiques de 2,7 points, 1 rebond et 2 passes décisives. Elle remporte un deuxième titre de champion de Belgique en battant en finale Belfius Namur qui remporte cependant la Coupe de Belgique en finale à Boom. Julie Allemand est élue joueuse de l’année au terme de la saison.
Ses qualités sont également reconnues sur la scène internationale : Julie Allemand est draftée par Fever de l'Indiana au troisième tour (33e rang) à la draft WNBA 2016. Elle est l'une des trois européennes (et des quatre joueuses non-américaines) draftées et est la quatrième joueuse belge draftée dans l'histoire de la WNBA, après Ann Wauters, Kathy Wambé et Emma Meesseman.
Pour sa troisième saison avec Braine, en 2016-2017, Julie Allemand remporte un troisième championnat et réussit un nouveau doublé coupe-championnat, en battant Waregem en finale à la salle Ballens de Monceau-sur-Sambre. En Eurocoupe, Castors Braine est éliminé après la phase de poules. Julie Allemand inscrit 9,5 points, capte 3,5 rebonds et délivre 6,2 passes.
Julie Allemand obtient ses premières sélections avec les Belgian Cats, surnom de l'équipe nationale féminine en qualifications pour le championnat d'Europe 2017 en Tchéquie avec des rencontres face à la Biélorussie en novembre à Namur et face à la Pologne. La Belgique se qualifie pour la première fois depuis dix ans pour la phase finale. Blessée au genou, Julie Allemand doit cependant faire l'impasse sur l'Euro où les Belges obtiennent la médaille de bronze en battant 78 à 45 la Grèce après une défaite en demi-finale face à l'Espagne. Grâce à cette troisième place, la Belgique peut disputer la Coupe du monde de basket féminin en septembre 2018 à Tenerife où les Belgian Cats décrochent la 4e place. Révélation du tournoi, Julie Allemand termine meilleure passeuse avec 8,2 passes décisives de moyenne par rencontre égalant aussi le record du nombre d'assists (13) réussi en une rencontre, en quarts de finale contre la France. Les Belgian Cats se sont en outre qualifiées pour le championnat d’Europe en Serbie et en Lettonie (du 27 juin au 7 juillet 2019).
En avril 2017, Julie Allemand signe un contrat de deux ans en faveur du club français de Lyon ASVEL féminin,, alors récemment racheté par Tony Parker. Amie de ce dernier, elle est invitée à la cérémonie de retrait de son maillot à San Antonio. Sa première saison en Ligue féminine se termine par une 4e place à l'issue de la phase régulière et une demi-finale de play-offs qualificative pour l'Eurocoupe FIBA la saison suivante. Membre du cinq idéal de la saison 2018-2019 de LFB, elle est un peu moins en vue la saison suivante qui voit néanmoins se qualifier pour les quarts de finales de l'Euroligue. En avril 2020, au terme d'une saison écourtée par la pandémie de Covid-19, elle s'engage pour Montpellier. Elle est élue meilleure joueuse de la finale de la Coupe de France 2021, remportée par Montpellier.
Début mars 2020, le Fever de l'Indiana annonce que Julie Allemand a signé un contrat de plusieurs années avec la franchise WNBA coachée par Marianne Stanley. Erica Wheeler forfait, elle est la meneuse titulaire di Fever et s'impose comme une des candidates au titre de Rookie of the Year.
Dès janvier 2021, elle a annonce s'être engagée pour l'année suivante avec Lyon pour quatre saisons. Médaillée de bronze au championnat d'Europe 2021, elle est également élue dans le meilleur cinq du tournoi.
En 2023, elle remporte avec l'équipe nationale la médaille d'or des championnats d'Europe 2023 et est élue dans le meilleur cinq du tournoi.

## Palmarès

### Clubs
Avec le club de Lyon ASVEL Féminin
- Vainqueur de L’Eurocoupe 2023
- Championne de France : 2019 et 2023
- Vainqueur Match des Champions LFB : 2019
- Finaliste du Championnat de France : 2022[24]
- Demi-finaliste du Championnat de France 2018

Avec le club des Castors Braine
- Champion de Belgique : 2015, 2016, 2017
- Coupe de Belgique : 2015, 2017
- Finaliste de la Coupe de Belgique : 2016
- Finaliste de l’Eurocoupe: 2015

Avec Montpellier
- Vainqueur de la coupe de France 2021[21]
- Finaliste du Championnat de France : 2021[25]

### Équipes nationales
Seniors
- 4e avec les Belgian Cats de la Coupe du monde à Tenerife (Espagne) 2018[26]
- 5e avec les Belgian Cats du Championnat d'Europe à Belgrade (Serbie) 2019[27]
- Médaille de bronze au championnat d'Europe 2021 en France et Espagne
- Médaille d'or au Championnat d'Europe de basket-ball féminin 2023 en Israël et en Slovénie
- Médaille d'or au Championnat d'Europe de basket-ball féminin 2025 en Grèce, en Tchéquie, en Allemagne et en Italie

#### Sélections de jeunes
Julie Allemand a été une joueuse majeure dans toutes les sélections nationales en Belgique. Son palmarès commence par une médaille d'or Festival olympique de la jeunesse européenne 2011 puis par une médaille de vice-championne d’Europe en 2011 chez les moins de 16 ans (U16) à Cagliari, Italie. Les années suivantes, elle participe aux différentes compétitions internationales correspondant à sa catégorie d'âge, dont le championnat du monde des moins de 17 ans en 2012 ou celui des moins de 19 ans en 2015. Sur les compétitions européennes, elle participe à des éditions des moins de 16 ans, des 18 ans et moins, après avoir participé à la remontée de la Belgique en division A avec une deuxième place en 2013 où elle est désignée MVP (most valuable player, meilleure joueuse), et moins de 20 ans.
- Médaillée d'or au FOJE, Festival olympique de la jeunesse européenne 2011 à Trabzon (Turquie)
- finaliste du championnat d’Europe des moins de 16 ans en 2011 à Cagliari[28]
- 4e du championnat d’Europe des moins de 16 ans en 2012 à Miskolc [29]
- 7e du championnat du monde moins de 17 ans en 2012 à Amsterdam [30]
- 2e du championnat d’Europe des moins de 18 ans (division B) en 2013 à Sopron[31], battu en finale, mais remonte en Division A où elle est élue MVP
- finaliste des jeux de la Francophonie 2013 à Nice, battu par la Côte d'Ivoire
- 5e du championnat d’Europe des 18 ans et moins en 2014 à Matoshinhos[32]
- 6e du championnat du monde des moins de 19 ans 2015 à Chekhov[7]
- 5e du championnat d'Europe des moins de 20 ans en 2016 à Matosinhos [33] et figure dans le All Stars Five, le cinq de l'Euro

### Distinctions individuelles

#### En club
- Cinq Majeur LFB : saisons 2018-2019[34] et 2020-2021[35]
- Meilleure joueuse de la finale de la Coupe de France 2021[21]

#### En sélection
- MVP du championnat d'Europe U18 (Div.B) en 2013 à Sopron (Hon)
- Joueuse belge de l’année 2016
- Meilleure passeuse de la Coupe du monde 2018 à Tenerife avec la Belgique: 49 assists, 8,2 assists/par match
- Meilleur cinq du Championnat d'Europe 2021
- Etoile de l'année (élection des Liégeois de l'année) en catégorie Sport 2018 [36]
- Meilleure passeuse du Championnat d'Europe 2023
- Meilleur cinq du Championnat d'Europe 2023

#### En Espoir
- Espoir sportif de la Province de Liège en 2011
- 2e Espoir belge de l'année en 2012 (derrière Antonia Delaere)
- Trophée de l'Espoir de l'année aux Mérites Sportifs de la Fédération Wallonie-Bruxelles 2013
- 2e Espoir belge de l'année en 2013 (derrière Kyara Linskens)
- 3e Espoir belge de l'année en 2014 (derrière Manon et Eva Devliegher)
- Espoir de l’année en Belgique 2014 (référendum de Basketfeminin.com)
- Espoir belge de l'année 2015
- 19e Espoir sportive de l'année au Gala du Sport 2015